# F 7 Gårds- och flottiljmuseum
F 7 Gårds- och flottiljmuseum är ett militärhistoriskt museum beläget i Såtenäs cirka 7 km norr om riksväg 44 och cirka 25 km sydväst om Lidköping.

## Bakgrund
Museet ligger i direkt anslutning till Skaraborgs flygflottilj (F 7) och Lidköping-Såtenäs flygplats, och blev öppet för allmänheten den 25 april 1991 då stor invigning skedde av dåvarande flottiljchef Stig Abrahamsson. Därmed hade museet flyttat in i mangårdshuset för gården Blackstorp. Museet flyttade dock 100 m vidare år 2008 och in i nuvarande byggnad i Gyllene Vingen. Museet drivs av flottiljen med stöd av F 7 Kamratförening. 
Museet har som ambition att skildra tiden innan flygflottiljen sattes upp och fram till nutid. - Det stora godset som blev en modern flygflottilj.

## Utställningar
Museet består av två lokaler. 

### Gyllene vingens hallar
Den före detta teatern/biografen, som håller utställningarna om gården, Godset Såtenäs, genom tiderna. Här kan man lära sig om livet på gården, ägarna, de egna tegelbruket, järnvägen och fartygshamnen. Man kan se köpehandlingar och föremål som såtenäsare gjort. Man kan lära sig om de över 50 torpen på gården. Här finns en fotosamling med många  tusen foton från 1800-talet och fram till nutid.
Vidare kan man lära sig om flygplanen som funnits här, och om Skaraborgs flygflottiljs olika tidevarv, uppbyggnadstiden, krigets tidevarv, propellereran, tidiga och sena jetflygseran, om "Viggenflottiljen" och "Gripenflottiljen". 
Skaraborgs flygflottilj är traditionsbevarare för bland annat Göta flygflottilj, som låg på Säve depå i Göteborgs garnison. Därför finns på museet en separat avdelning för Göta flygflottiljs minne. Här finns en minnesvägg med förstoringar från Göta flygflottilj-eran, men också dokumentation, föremål, fotoalbum, minnen och statyn Göta Lejon.

### Gula villans museum
I nära anslutning till museet (i Såtenäs villastad) finns även ett 1940-talsmuseum, ett upplevelsemuseum i det enda av de små husen bevarat som byggdes i samband med flottiljens uppsättande, inrett som det kan ha sett ut på 1940-talet. I källaren finns en separatutställning om beredskapstiden under andra världskriget.
Köket i villorna i Såtenäs Villastad beställdes av ett litet snickeri i Vedum som därigenom blev köksspecialist. Företaget heter numera Vedum Kök & Bad AB.

## Galleri
Dessa stridsflygplan finns i museets utomhusutställning: 

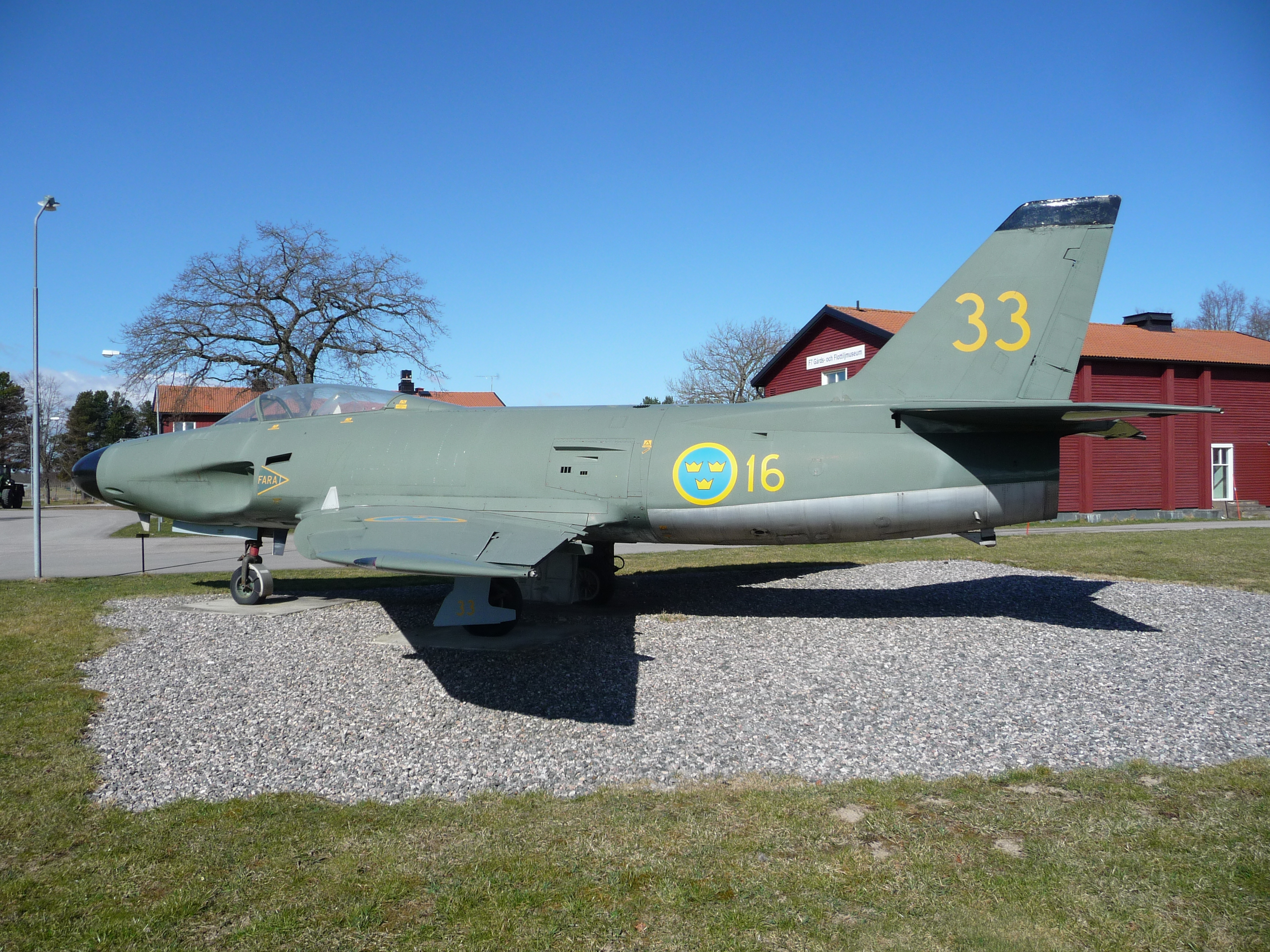
J 32B/D Lansen, (C/N 32603)
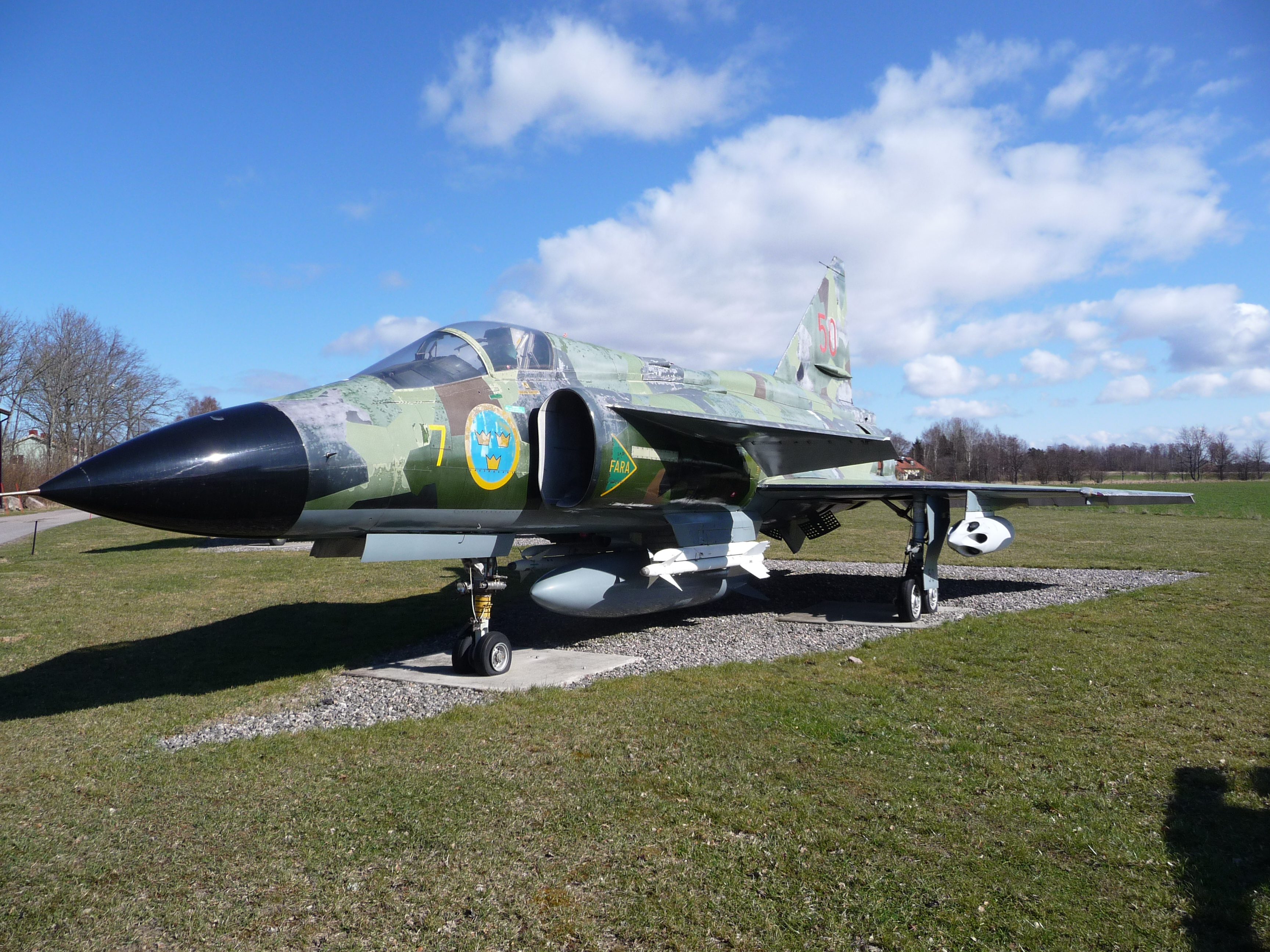
AJ 37 Viggen, (C/N 37050)
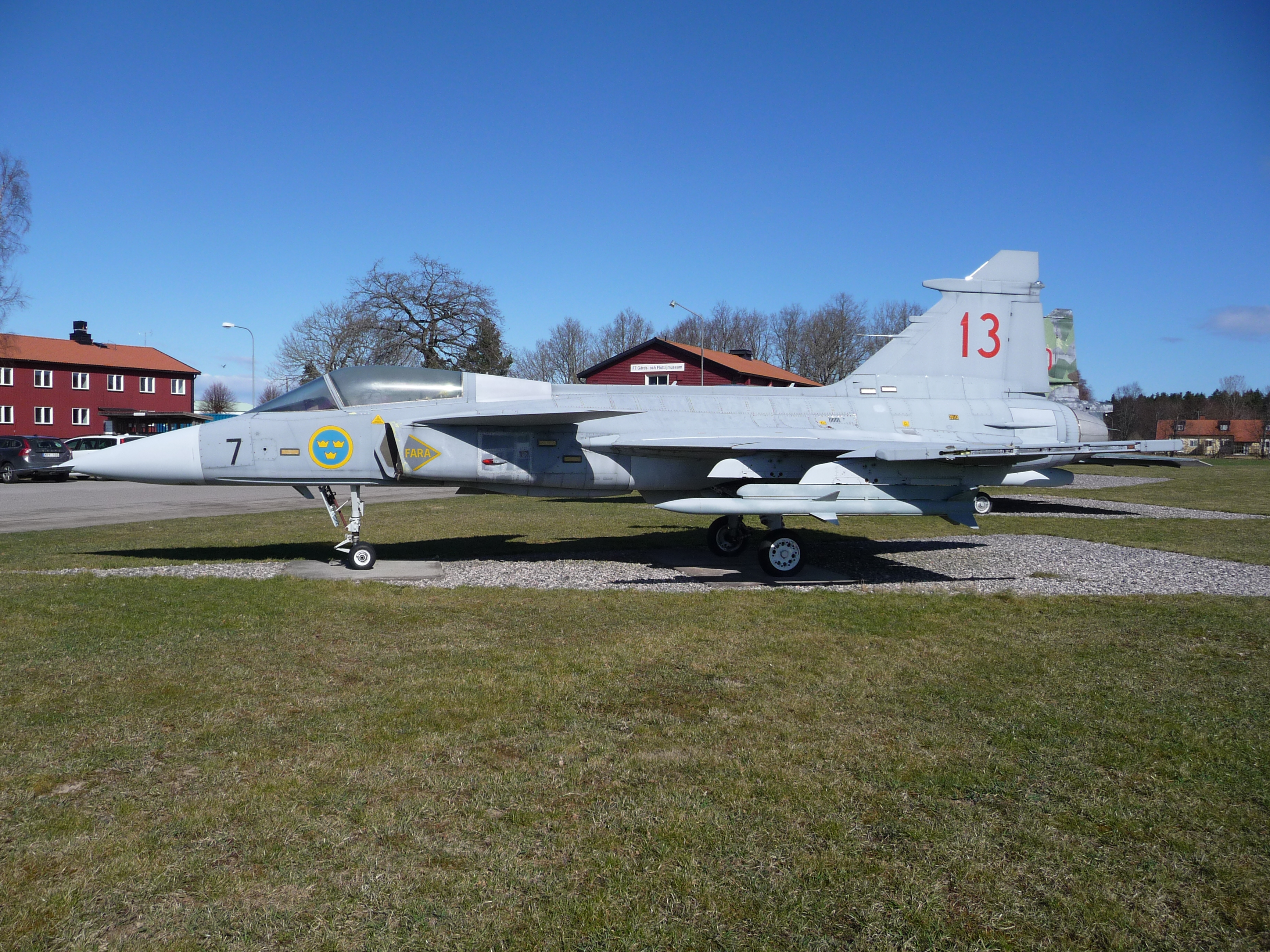
JAS 39 Gripen A, (C/N 39113)